# Unerwünscht
Unerwünscht (im Original Fatale-Station) ist eine zehnteilige kanadische Fernsehserie, die ab 2016 bei ICI Télé Premiere hatte. Die deutsche Fassung strahlte arte bis 18. Oktober 2020 aus und stellte sie auch in die Mediathek.

## Handlung
Sarah flieht vor einem gewalttätigen Mann in den kleinen Ort Fatale in der Provinz von Quebec. Sie steigt an der unscheinbaren Bahnstation Fatale-Station aus.  Zunächst kommt sie im einzigen lokalen Pub in einem Zimmer unter. Den nächsten Tag versucht sie, eine Wohnung oder ein Haus zu mieten. Schnell stellt sich aber heraus, dass sie in dem Ort unerwünscht ist. Jean O’Gallagher, der fast alles in Fatale gehört, lehnt sie nicht nur als Mieterin aber, sondern will sie sofort wieder loswerden. Sie beauftragt den Pächter des Pubs, Eddy, Sarah sofort wieder in den Zug zu setzen.
Sarah verpasst zunächst den Zug. Nachdem sie auch aus ihrem Zimmer im Pub ausziehen muss, findet sie zufällig im alten Pfarrhaus Unterschlupf und bewaffnet sich mit einem Gewehr.
O’Gallagher plagen noch andere Probleme: Ureinwohner blockieren die Hauptstraße, der alte Bürgermeister will nicht wieder kandidieren und sein Gegenkandidat sagt ihr den Kampf an. Ein Suizid muss mit allen Mitteln vertuscht werden und die Buchhandlung darf nicht wegen der Konkurrenz aus  dem Internet einfach schließen. Zur heilen Welt gehört ein Schlachter und ein richtiger Laden mit allem Drum und dran, egal ob es sich noch lohnt.
Im Laufe der weiteren Handlung wird aber klar, dass fast alle Personen am Ort ein dunkles Geheimnis haben und brutale Gewalt und das tödliche (fatale) Unglück allgegenwärtig ist. Auch Sarah heißt nicht wirklich Sarah, was zufällig herauskommt, als sie zusätzlich zum Gewehr noch eine Pistole kauft und ihren Waffenschein vorzeigen muss.
Es sind die starken Frauen, die das Geschehen vorantreiben: Neben Sarah und Jean die Anführerin der protestierenden Ureinwohner, die Friseuse mit ihrem kriminellen Ehemann, die Frau des Bürgermeisterkandidaten, die hinter seinem Rücken mit O’Gallagher schon Abmachungen trifft.
Und sogar die zunächst als Pflegefall kaum ansprechbare Frau des Bürgermeisters wird aus Eifersucht wieder quicklebendig.

## Produktion
Die Serie wurde in Kanada mit vorwiegend kanadischen Schauspielern in kanadisch-französischer Sprache gedreht. Sie wurde zunächst beim Streaming-Anbieter TOU-TV ausgestrahlt. Dazu wurden bei Ausstrahlung im französischen Arte Untertitel hinzugefügt, weil Zuschauer die Original-Fassung nicht verstanden hätten.
Für die deutsche Fassung verantwortlich war die Christa Kistner Synchronproduktion in Berlin mit einem Dialogbuch von Claudia Sander und unter Dialogregie von Jürgen Wilhelm. In der deutschen Fassung wird die Originalsprache gelegentlich angedeutet durch einzelne Worte und die französische Aussprache von Orts- und Personennamen.

## Kritik
Die Kritik in Frankreich und Deutschland war bei Erstausstrahlung differenziert: Gelobt wurde die erstklassige Besetzung mit hervorragenden Schauspielern. Ein spannendes Gesellschaftsdrama, das in einen Thriller auf hohem Niveau mündet; „raffinierte Erzählweise“ lobt die Neue Osnabrücker Zeitung. Auch gesellschaftliche Themen wie Umweltschutz würden nicht ausgespart.  Mehrere Kritiker sahen, wie die Autoren des Serien-Blogs der französischen Le Monde, die Aktualisierung eines immer noch spannenden „Western“-Plots: Einsamer Rächer reitet in Stadt. Hier ist es die einsame Heldin, die in die kleine Stadt kommt und ihren Rachefeldzug startet, inklusive durchaus drastischer Gewaltszenen.
Die Frankfurter Rundschau sah dagegen gewisse Längen und Unstimmigkeiten in der Handlung, für die der Zuschauer erst in den letzten zwei Folgen entschädigt wird.